# Нядаяха
Нядаяха (устар. Нядо-Яха) — река в России, протекает по Ямало-Ненецкому АО. Устье реки находится в 28 км по правому берегу реки Сидимютте. Длина реки составляет 9 км.